# Horváth Levente
Horváth Levente (1982. április 13. –) magyar labdarúgó. Többszörös magyar utánpótlás-válogatott játékos, posztját tekintve hátvéd.

## Pályafutása
Hét éven keresztül Újpest FC utánpótlásában nevelkedett. 

### MTK
1998-ban igazolt az MTK-hoz, ahol 2003-ban felnőttként bajnokságot is nyert.  2003–2004-ben egy évet kölcsönben játszott az NB II-es Bodajk FC-ben. Ezt a szezont követően lett Garami Józsefnél az állandó felnőtt keret tagja.
Sokáig alapembernek számított, de a 2008 nyarára már nem számoltak vele, utolsó fél évében már csak két bajnoki mérkőzésen játszott. Lehetséges új csapataként szóba jött a Budapest Honvéd, a Nyíregyháza Spartacus FC, az FTC és az Újpest FC is.

### Paksi FC
A 2008–2009-es bajnokság téli szünetében elcserélték Pokorni Péterre.
Pakson első bajnoki mérkőzését 2009. február 21-én játszotta a KTE elleni 2–2 alkalmával. Első gólját 2009. május 9-én lőtte az Újpest FC elleni 3–1-es győzelemkor.

### Válogatott
Többszörös utánpótlás válogatott.

## Sikerei, díjai
MTK Budapest
- Magyar bajnok: 2003, 2008
- Magyar bajnoki ezüstérmes: 2007
- Magyar bajnoki bronzérmes: 2005
- Szuperkupa-győztes: 2008[5]

Paksi FC
- Ligakupa-döntős: 2010